# Brachyptera ristis
Brachyptera ristis är en bäcksländeart som beskrevs av František Klapálek 1901. Brachyptera ristis ingår i släktet Brachyptera och familjen vingbandbäcksländor. Inga underarter finns listade i Catalogue of Life.